# Christophine Reinwald

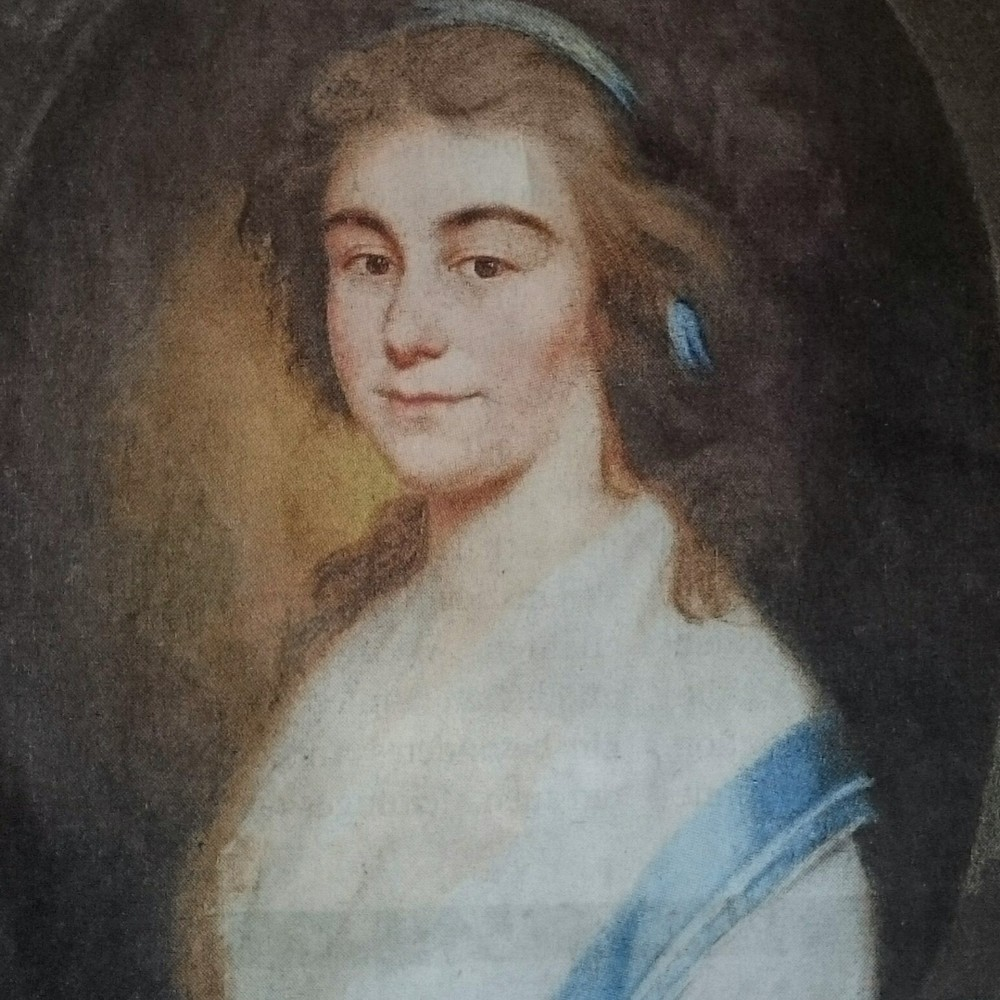
Christophine Reinwald

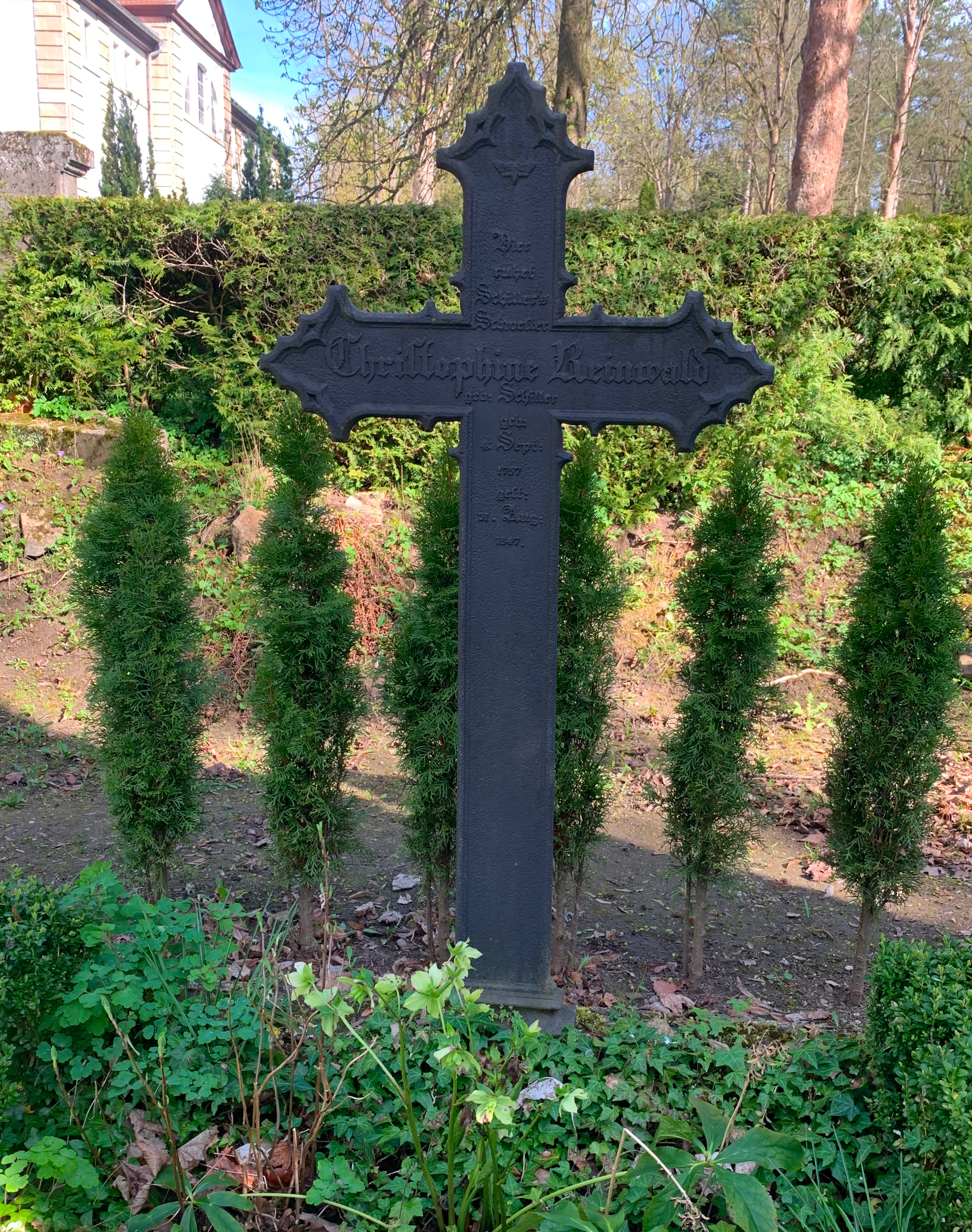
Grab von Christophine Reinwald auf dem Parkfriedhof Meiningen

Christophine Reinwald (geboren 4. September 1757 in Marbach als Elisabetha Christophine Friederike Schiller; gestorben 31. August 1847 in Meiningen) war die ältere Schwester von Friedrich Schiller, die sich nach dem Tod des Dichters seinem Angedenken verschrieb.

## Leben
Christophine Schiller war das erste Kind des Offiziers und Hofgärtners Johann Kaspar Schiller (1723–1796) und dessen Frau Elisabetha Dorothea Schiller (1732–1802). Zwei Jahre nach ihrer Geburt wurde 1759 ihr Bruder Friedrich Schiller geboren, zu dem sie in ihrer Kindheit eine enge geschwisterliche Bindung aufbaute. Vier weitere Schwestern kamen in den Jahren 1766 bis 1777 hinzu, von ihnen überlebten aber nur Luise Dorothea Katharina und Karoline Christiane das sechste Lebensjahr. 1764 zog ihre Familie nach Lorch und 1766 nach Ludwigsburg. 1775 übersiedelte die Familie Schiller schließlich auf die Solitude bei Stuttgart, wo Johann Casper Schiller die Leitung der herzoglichen Gärten übernahm.
Christophine war eine begabte Zeichnerin und gehörte zu den ersten, die Friedrichs Begabung erkannten, war in sein Schaffen während der Studienjahren eingeweiht und gehörte mit der Mutter zu den Mitwissern seiner Flucht im Jahr 1782 aus Stuttgart. In Ludwigsburg war neben der Betreuung der jüngeren Geschwister und der Hausarbeit eine seltene Abwechslung ihre gute Bekanntschaft mit der Malerin Ludovike Simanowiz, nach deren Vorbild sie sich auch selbst mit Zeichnungen und Malerei beschäftigte.
Sie machte im Mai 1783 über ihren Bruder Friedrich per Briefwechsel mit dem Meininger Bibliothekar und späteren Hofrat Wilhelm Reinwald (1737–1815) Bekanntschaft, den sie 1784 persönlich kennenlernte und 1786 in Gerlingen heiratete. Reinwald war seit 1782 ein Freund ihres Bruders. Friedrich Schiller hielt ihn für geizig und war zunächst nicht erfreut über diese Verbindung, besuchte aber später regelmäßig die Reinwalds in Meiningen. Mit Wilhelm führte Christophine eine erträgliche Ehe, aus der nie Kinder hervorgingen. Eine Nebeneinkunft für die Familie erzielte Christophine Reinwald durch Zeichenunterricht für Meininger Bürgermädchen.
Als ihr Bruder aufgrund einer eigenen Erkrankung 1796 nicht den auf dem Sterbebett liegenden Vater besuchen konnte, reiste sie an seiner Stelle nach Württemberg, um dem Vater die Briefe Friedrichs vorzulesen. Nach dem Tod der Mutter 1802 orientierte sie sich umso stärker an ihrem Bruder und gab Erinnerungsblätter für die Freunde des Dichters heraus, in denen sie von der gemeinsamen Jugend berichtete. Sie verließ nach dem Tod ihres Mannes 1816 Meiningen und kam zunächst bei ihrer Schwester in Möckmühl unter, konnte aber keine Bindung mehr zu ihrer alten Familie aufbauen. Nach einer gemeinsamen Schweizreise mit ihrer Freundin Luise Heim (Tochter des meiningischen Rates Johann Ludwig Heim und Nichte von Ernst Ludwig Heim) kehrte sie im Herbst 1822 nach Meiningen zurück. Sie lebte zunächst im Steinernen Haus und ab 1832 im Heimschen Haus, wo eine Gedenktafel an sie erinnert. Dort starb sie kurz vor ihrem 90. Geburtstag.
Christophine Reinwald fand ihre letzte Ruhestätte auf dem Parkfriedhof Meiningen. Im Rahmen des Projektes „Friedrich-Schiller-Code“ wurden 2006 der Grabstätte ihre Gebeine für eine DNA-Untersuchung entnommen und anschließend wieder bestattet.
Sie war ein Förderin des Schriftstellers Ludwig Köhler.